# شلوار دمپاگشاد

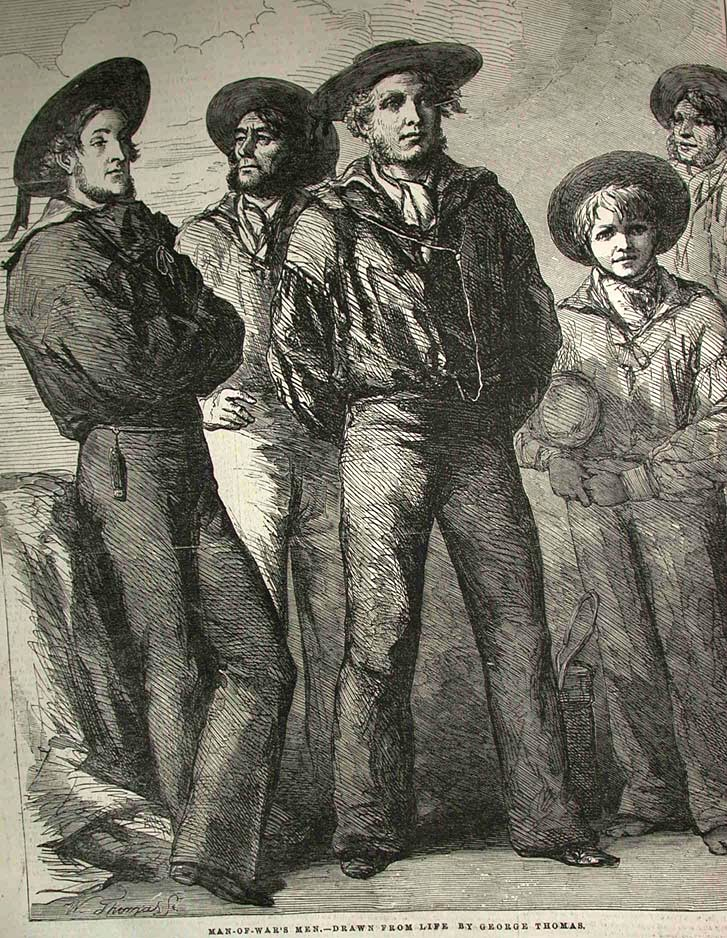
شلوارهای دمپاگشاد

شلوار دمپاگشاد یا درپاگشاد، پاچه‌گشاد یکی از اقسام مدل‌های شلوار است که از کمر تا زانو تنگ و از زانو تا مچ پا گشاد است. این نوع شلوار در ایران و جهان غرب اسامی مختلفی دارد؛ ازجمله در غرب به آن «پاچه‌ناقوسی» و «شیپوری» نیز می‌گویند.
استفاده از این شلوار قدمتی حدوداً دویست‌ساله دارد و از محبوب‌ترین مدل‌های شلوار در کشورهای مختلف بوده‌است.